# May Verheyen
May Verheyen (1963) is een Belgische voormalige atlete, die gespecialiseerd was in het hoogspringen. Zij veroverde één Belgische titel.

## Biografie
Verheyen werd in 1990 Belgisch kampioene hoogspringen. Ze was aangesloten bij Turnhout AC en Vabco Mol. 
Na haar eigen sportieve carrière geeft ze training bij 'Vabco Mol'.

## Belgische kampioenschappen
Outdoor
| Onderdeel    | Jaar |
| ------------ | ---- |
| hoogspringen | 1990 |

## Persoonlijke records
Outdoor
| Onderdeel    | Prestatie | Datum            | Plaats   |
| ------------ | --------- | ---------------- | -------- |
| hoogspringen | 1,85 m    | 31 augustus 1984 | Neerpelt |

Indoor
| Onderdeel    | Prestatie | Datum            | Plaats  |
| ------------ | --------- | ---------------- | ------- |
| hoogspringen | 1,85 m    | 17 februari 1990 | Glasgow |

## Palmares
hoogspringen
- 1989:  BK indoor AC – 1,82 m
- 1989:  BK AC – 1,75 m
- 1990:  BK AC – 1,81 m
- 1997:  BK AC – 1,74 m